# East Thurrock United FC
East Thurrock United FC was een Engelse voetbalclub uit Corringham, Essex.
De club werd in 1969 opgericht en ging in de Southern Essex Combination spelen. Een jaar later ging de club over naar de Greater London League die weer fuseerde tot de Metropolitan–London League en vanaf 1975 de London Spartan League werd. In 1979 ging de club in de Essex Senior League spelen. In 1992 promoveerde East Thurrock naar het vierde niveau van de Isthmian League. In de Isthmian League schipperde de club jaren door de onderste drie divisies. In 2011 bereikte de club de Premier Division en kwalificeerde zich voor het eerst voor de FA Cup. Ook in 2014 kwalificeerde East Thurrock zich voor de FA Cup. In 2015 promoveerde de club naar de National League South. Na vier seizoenen op het zesde Engelse niveau degradeerde de club in 2019. De club werd op 1 september 2023 door eigenaar Alfie Best failliet verklaard. De club stelde dat dit te wijten was aan schulden van de vorige eigenaren. De ploeg kwam destijds uit op het zevende niveau in de Engelse voetbalpiramide.